# Holcocera maligemmella
Holcocera maligemmella é uma espécie de mariposa do gênero Holcocera, pertencente à família Coleophoridae.